# Béla Imrédy

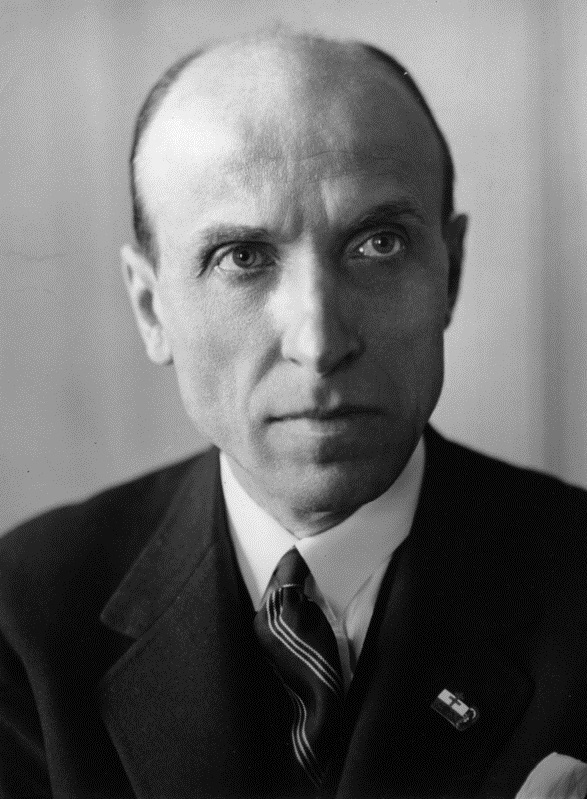
Béla Imrédy

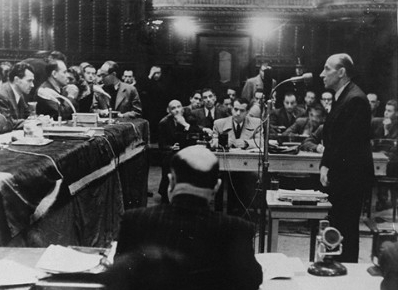
Imrédy als Angeklagter 1945

Vitéz Béla Imrédy von Ómoravicza [beːlɒ ˈimreːdi] (geboren 29. Dezember 1891 in Budapest, Österreich-Ungarn; gestorben 28. Februar 1946 in Budapest) war vom 14. Mai 1938 bis zum 16. Februar 1939 ungarischer Ministerpräsident und 1944 Wirtschaftsminister in der Regierung von Döme Sztójay.

## Leben
Nach einem Jurastudium begann Imrédy seine Laufbahn im Finanzministerium. 1928 wurde er Direktor der Ungarischen Nationalbank und nahm an mehreren internationalen Finanzkonferenzen teil. Unter Gyula Gömbös diente er als Finanzminister. Nach dessen Tod (6. Oktober 1936) trat er zurück und wurde Präsident der Nationalbank.
Am 14. Mai 1938 wurde er Premierminister. Sein Vorgänger Kálmán Darányi war drei Tage zuvor zurückgetreten. Nach mehreren vergeblichen Versuchen, Unterstützung von den Westalliierten zu erhalten, näherte Imrédy sich der deutschen Politik. Er führte die an den Nürnberger Gesetzen orientierte Anti-Juden-Gesetzgebung ein. Er trat zurück, als die Opposition ihm eine jüdische Urgroßmutter nachgewiesen hatte. Pál Teleki wurde am 16. Februar 1939 sein Nachfolger. Imrédy behielt die Führung in diversen rechten Organisationen.

Als Wehrmacht-Truppen am 19. März 1944 Ungarn besetzten, wollte der Reichsbevollmächtigte für Ungarn Edmund Veesenmayer ihn zum Premierminister machen; er lehnte dies aber ab. Stattdessen wurde er im Mai 1944 Wirtschaftsminister und musste daran mitwirken, die ungarische Wirtschaft der deutschen Kriegswirtschaft noch stärker dienstbar zu machen. Im August 1944 musste er zurücktreten.
1945 war er „Gast der Reichsregierung“ in Salzburg.
Imrédy verließ im Frühjahr 1945 Ungarn und versuchte, in der Schweiz politisches Asyl zu erhalten, was ihm jedoch abgeschlagen wurde. Nach den Bestimmungen der Alliierten über die Kriegsverbrecher wurde er im Herbst 1945 an die ungarische Regierung ausgeliefert und im Zuge eines Volksgerichtsverfahrens im Februar 1946 zum Tode verurteilt und hingerichtet.
Der ungarische konservative Politiker István Bethlen (1921 bis 1931 ungarischer Premierminister) behauptete, „kein anderer Politiker in der ungarischen parlamentarischen Geschichte [habe] soviel Unheil ausgelöst wie Imrédy“.
Mit Irén Nelky (1892–1980) hatte er zwei Söhne, Tamás (1918–2002) und János (1920–2000) und eine Tochter, Andrea (1928–2017).